# Prinsessoja ja astronautteja
Prinsessoja ja astronautteja (in finlandese "Principesse e astronauti") è un singolo della rapper finlandese Sanni, pubblicato nel 2013 dalla Warner Music Finland, anticipando l'uscita dell'album di debutto, Sotke mut, pubblicato il 20 settembre dello stesso anno.
Il singolo è entrato nelle classifiche e ha raggiunto la terza posizione nella classifica dei singoli più comprati e la dodicesima di quella dei singoli più scaricati.
Il video musicale è stato pubblicato sull'account ufficiale di Sanni il 4 aprile 2013.

## Tracce
1. Prinsessoja ja astronautteja – 3:57

## Classifica
| Classifica           | Massima posizione |
| -------------------- | ----------------- |
| Finlandia            | 3                 |
| Finlandia (download) | 12                |